# 미하엘 글라이스너
미하엘 글라이스너(독일어: Michael Gleissner, 1969년 1월 1일 ~ )는 독일의 영화 제작자이다.
레겐스부르크에서 태어났다.

## 영화
- 위딘 (2009년) - 폴 역
- 심야 영화 (2008년)
- 상하이 키스 (2007년)
- 이스트 브로드웨이 (2006년)
- 챈스의 호기심 (2006년)
- 3개의 주사기 (2005년)